# Epirrhoe albinata
Epirrhoe albinata là một loài bướm đêm trong họ Geometridae.